# Список самых высоких зданий Казани
В список самых высоких зданий Казани включены здания высотой более 80 м. Под зданиями здесь понимаются постройки, разделённые с регулярными интервалами на уровни и предназначенные для жилья или пребывания людей. Теле- и радиомачты, дымовые трубы и прочие технические постройки в эту категорию не попадают, так как являются сооружениями.

## История
Долгое время самым высоким зданием в городе являлась Колокольня Богоявленского собора высотой 74 м.
Первое жилое здание выше (ЖК «Суворовский») было построено в 2006 году. Потом в 2008 году был построен ГК «Ривьера» высотой 85 м. В 2013 г. был сдан ЖК «Лазурные Небеса» — первое и, по состоянию на 2023 г., единственное здание выше 100 м в Казани. Также среди известных высотных зданий в Казани — 25-этажная гостиница Корстон, построенная в 2013 г.
Планируется строительство квартала М8, который будет состоять в том числе из двух небоскрёбов в 47 и 53 этажа. Реализация проекта планируется в 2027 г.

## Построенные здания
| Место | Название             | Высота, м | Этажность | Год постройки | Примечания  |
| ----- | -------------------- | --------- | --------- | ------------- | ----------- |
| 1     | ЖК «Лазурные Небеса» | 121,7     | 37        | 2013          | [ 4 ]       |
| 2     | ГК «Ривьера»         | 85        | 26        | 2008          | [ 5 ] [ 6 ] |
| 3     | ЖК «Clover House»    | 82        | 26        | 2014          | [ 7 ]       |
| 4     | ЖК «Современник»     | 81        | 25        | 2009          | [ 8 ]       |
| 5     | ЖК «Миллениум Сити»  | 79        | 26        | 2013          |             |

## Строящиеся здания
| Название    | Высота, м | Этажность | Год постройки | Примечания |
| ----------- | --------- | --------- | ------------- | ---------- |
| ЖК Сиберево |           | 26        | 2025          |            |

## Отменённые и предложенные проекты
| Название                                                      | Высота, м | Этажность | Год постройки | Примечания               |
| ------------------------------------------------------------- | --------- | --------- | ------------- | ------------------------ |
| «Ривьера Тауэр»                                               | 200       | 55        | 2012          | Проект отменён           |
| Квартал М8                                                    | 175       | 47—53     | 2027          | Проект предложен         |
| Небоскрёб на пересечении ул. Патриса Лумумбы и Николая Ершова | 165       | 40        |               | Проект полностью изменён |
| «Тюбетей Tower»                                               | 125       |           | 2023          | Проект полностью изменён |